# Thomas Roe

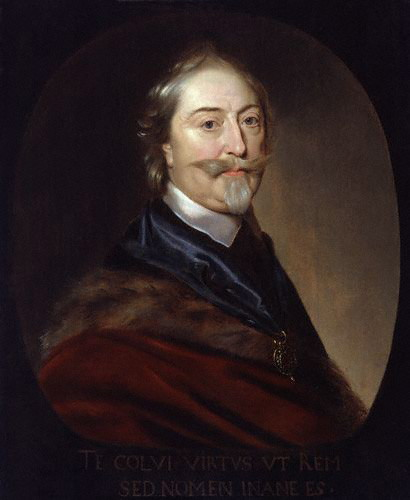
Sir Thomas Roe

Sir Thomas Roe (* um 1581 bei Wanstead, Essex; † 6. November 1644 in Bath, Somerset) war ein englischer Diplomat.

## Leben und Wirken
Roe wurde am 8. März 1581 in St Lawrence Jewry getauft. Er war der einzige Sohn von Robert Roe (1550–1587) und dessen Frau Eleanor Jermy († 1630).
Nach einem vierjährigen Studium am Magdalen College der Universität Oxford (ohne Abschluss) sowie am Middle Temple wurde er um 1601 Esquire of the Body von Königin Elisabeth I. von England. Am 23. Juli 1603 wurde er anlässlich der Krönung König Jakobs I. von diesem zum Ritter geschlagen. Er begleitete die Prinzessin Elisabeth Stuart, die den Kurfürsten Friedrich V. von der Pfalz (auch bekannt als „Winterkönig“ von Böhmen) geheiratet hatte, auf ihrer Brautfahrt nach Heidelberg.
Von 1615 bis 1619 war Roe als Botschafter des englischen Königs am Mogulhof in Indien und versuchte dort Handelsverträge zu schließen. Wegen seines guten Verhältnisses zu Jahangir gelang es ihm, einen Handelsvertrag mit umfassenden Freiheiten für die Britische Ostindien-Kompanie im Indienhandel zu erwirken.
Von 1621 bis 1629 fungierte er als Botschafter Englands im osmanischen Reich, wo er gleichzeitig die Interessen der englischen Levant Company wahrte. In den folgenden Jahren bis 1640 erfüllte er weitere diplomatische Missionen auf dem europäischen Festland. 1636 wurde er zum Kanzler des Hosenbandordens ernannt.

## Ehrungen
Nach Thomas Roe wurde die Meeresstraße Roes Welcome Sound im Nordwesten der Hudson Bay (Kanada) benannt.

## Werke
- William Foster (Hrsg.): The Embassy of Sir Thomas Roe to the Court of the Great Mogul, 1615–1619. 2 Bände, Hakluyt Society, London 1899 (Band 1, Band 2).
  - Neue, überarbeitete Auflage: Oxford University Press, 1926.